# Acetogenina

Uvaricina, una acetogenina

Le acetogenine sono una vasta classe di sostanze organiche naturali di origine vegetale, che rientrano nella classe più generale dei polichetidi. La biosintesi delle acetogenine segue vie metaboliche per certi aspetti simili a quelle degli acidi grassi. La struttura generale è costituita da uno scheletro carbonioso non ramificato, contenente dai 32 a 37 atomi di carbonio, che finisce con una funzione lattonica. Possono essere presenti gruppi ossidrilici, chetonici e/o tetraidrofuranici, oltre a doppi legami carbonio-carbonio.